# Buruienișu de Sus
Buruienișu de Sus – wieś w Rumunii, w okręgu Bacău, w gminie Brusturoasa. W 2011 roku liczyła 113 mieszkańców.